# Sibine berthans
Sibine berthans är en fjärilsart som beskrevs av Dyar 1927. Sibine berthans ingår i släktet Sibine och familjen snigelspinnare. Inga underarter finns listade i Catalogue of Life.